# Vladimír Bělík
Vladimír Bělík (27 settembre 1904 – ...) è stato un calciatore cecoslovacco, di ruolo portiere.

## Carriera

### Nazionale
Esordisce il 6 ottobre 1929 contro la Svizzera (5-0).